# Challet
Challet és un municipi francès, situat al departament de l'Eure i Loir i a la regió de Centre – Vall del Loira. L'any 2007 tenia 404 habitants.

## Demografia

### Població
El 2007 la població de fet de Challet era de 404 persones. Hi havia 143 famílies, de les quals 24 eren unipersonals (12 homes vivint sols i 12 dones vivint soles), 44 parelles sense fills, 71 parelles amb fills i 4 famílies monoparentals amb fills.
La població ha evolucionat segons el següent gràfic:
Habitants censats

### Habitatges
El 2007 hi havia 152 habitatges, 142 eren l'habitatge principal de la família, 8 eren segones residències i 2 estaven desocupats. 149 eren cases i 2 eren apartaments. Dels 142 habitatges principals, 130 estaven ocupats pels seus propietaris i 12 estaven llogats i ocupats pels llogaters; 4 tenien dues cambres, 18 en tenien tres, 41 en tenien quatre i 79 en tenien cinc o més. 116 habitatges disposaven pel capbaix d'una plaça de pàrquing. A 44 habitatges hi havia un automòbil i a 90 n'hi havia dos o més.

### Piràmide de població
La piràmide de població per edats i sexe el 2009 era:
| Homes | Edats   | Dones |
| ----- | ------- | ----- |
| 0     | 95 o +  | 0     |
| 0     | 90 a 94 | 0     |
| 8     | 85 a 89 | 4     |
| 4     | 80 a 84 | 4     |
| 4     | 75 a 79 | 4     |
| 12    | 70 a 74 | 4     |
| 0     | 65 a 69 | 4     |
| 8     | 60 a 64 | 4     |
| 8     | 55 a 59 | 8     |
| 20    | 50 a 54 | 24    |
| 8     | 45 a 49 | 12    |
| 12    | 40 a 44 | 16    |
| 16    | 35 a 39 | 16    |
| 12    | 30 a 34 | 12    |
| 16    | 25 a 29 | 16    |
| 20    | 20 a 24 | 4     |
| 8     | 15 a 19 | 12    |
| 12    | 10 a 14 | 24    |
| 8     | 5 a 9   | 12    |
| 4     | 0 a 4   | 16    |

## Economia
El 2007 la població en edat de treballar era de 270 persones, 222 eren actives i 48 eren inactives. De les 222 persones actives 210 estaven ocupades (113 homes i 97 dones) i 12 estaven aturades (6 homes i 6 dones). De les 48 persones inactives 16 estaven jubilades, 21 estaven estudiant i 11 estaven classificades com a «altres inactius».

### Ingressos
El 2009 a Challet hi havia 145 unitats fiscals que integraven 419 persones, la mediana anual d'ingressos fiscals per persona era de 19.657 €.

### Activitats econòmiques
Dels 6 establiments que hi havia el 2007, 1 era d'una empresa de construcció, 2 d'empreses de comerç i reparació d'automòbils, 2 d'empreses financeres i 1 d'una empresa de serveis.
L'únic servei als particulars que hi havia el 2009 era un guixaire pintor.
L'any 2000 a Challet hi havia 8 explotacions agrícoles.

## Poblacions més properes
El següent diagrama mostra les poblacions més properes.